# Чеченская автономная область
Чеченская автономная область (Чеченская АО) — административно-территориальная единица РСФСР, существовавшая с 30 ноября 1922 года по 15 января 1934 года. Административный центр — город Грозный.

## История
Чеченская автономная область была образована 30 ноября 1922 года из Чеченского национального округа Горской АССР. Центром области был назначен город Грозный, который не входил в состав области до 1929 года (был автономным городом непосредственно в составе Северо-Кавказского края с 1924 до 1929 гг.).
С 17 октября 1924 года Чеченская АО в составе Северо-Кавказского края. В 1927 году в состав Чеченской АО был включен район Аллаго, включённый в состав Тифлисской области[прояснить] после окончания Кавказской войны, но после революции в России земли населенные чеченцами вернули в состав Чеченской автономии. Вместе с тем, в эти годы в состав новообразуемой Дагестанской АССР были включены территории с чеченским населением, ранее не входившие в состав Дагестана. 4 февраля 1929 года к Чеченской АО была присоединена территория упраздненного Сунженского казачьего округа, в состав Чеченской АО также официально вошел город Грозный. 15 января 1934 года Чеченская АО была объединена с Ингушской АО в одну Чечено-Ингушскую АО в составе Северо-Кавказского края.
За 12 лет существования ЧАО добилась значительных успехов в развитии промышленности и сельского хозяйства

## Население
По результатам всесоюзной переписи населения 1926 года население области составляло 309 860 чел.
Национальный состав населения распределялся следующим образом:
| Национальность | Население, чел. | Доля в общем населении, % |
| -------------- | --------------- | ------------------------- |
| Чеченцы        | 291 259         | 94,0                      |
| Русские        | 9 122           | 2,9                       |
| Тавлинцы       | 2 793           | 0,9                       |
| Кумыки         | 2 130           | 0,7                       |

## Административное деление
Первоначально область делилась на 5 районов: Грозненский, Надтеречный (с. Нижний Наур), Урус-Мартановский, Шалинский, Шатоевский.
В 1923 году Чеченская АО подразделялась на 7 округов:
- Грозненский
- Сунженский
- Шалинский
- Шатоевский
- Гудермесский
- Веденский
- Надтеречный

По состоянию на 1 января 1926 года Чеченская АО включала 11 округов:
1. Веденский — с. Ведено
2. Галанчожский — с. Галанчож
3. Гудермесский — с. Ойсунгур
4. Итум-Калинский — с. Итум-Кале
5. Надтеречный — с. Нижний Наур
6. Ново-Чеченский — ст. Осланбековская (бывш. Михайловская)
7. Петропавловский — с. Петропавловское
8. Урус-Мартановский — с. Урус-Мартан
9. Шалинский — с. Шали
10. Шатоевский — с. Шатой
11. Яссинский (Саясановский) — с. Саясан

По состоянию на 8 марта 1926 года Чеченская АО включала 1 пгт — Гудермес — и 14 округов:
1. Асламбековский — г. Грозный
2. Веденский — с. Ведено
3. Галанчожский — с. Галанчож
4. Гудермесский — с. Ойсунгур
5. Итум-Калинский — с. Итум-Кале
6. Надтеречный — с. Нижний Наур
7. Ново-Чеченский — ст. Осланбековская (бывш. Михайловская)
8. Ножай-Юртовский — с. Ножай-Юрт
9. Петропавловский — с. Петропавловское
10. Урус-Мартановский — с. Урус-Мартан
11. Чеберлоевский — с. Чубахтерой
12. Шалинский — с. Шали
13. Шароевский — с. Шарой
14. Шатоевский — с. Шатой

К 11 февраля 1929 года административные единицы были укрупнены путём упразднения 5 округов:
- Асламбековский (разделён между Петропавловским, Надтеречным, Гудермесским, Урус-Мартановским и впоследствии Сунженским округами);
- Галанчожский (разделён между Урус-Мартановским и Итум-Калинским округами),
- Ново-Чеченский (разделён Надтеречным, Урус-Мартановским и впоследствии Сунженским округами);
- Чеберлоевский (разделён между Веденским и Шатоевским округами);
- Шароевский (разделён между Шатоевским и Итум-Калинским округами).

4 апреля 1929 года в состав Чеченской АО был передан Сунженский округ.
Также в 1929 году в состав Чеченской АО был включён город Грозный.
По состоянию на 14 февраля 1929 года Чеченская АО включала 1 город — Грозный — и 10 округов (после укрупнения с количеством сельсоветов):
1. Веденский — с. Ведено — 25 сельсоветов
2. Гудермесский — с. Гудермес — 21 сельсовет
3. Итум-Калинский — с. Итум-Кали — 18 сельсоветов
4. Надтеречный — с. Нижний Наур — 13 сельсоветов
5. Ножай-Юртовский — с. Ножай-Юрт — 18 сельсоветов
6. Петропавловский — ст. Петропавловская — 5 сельсоветов
7. Сунженский — ст-ца Слепцовская — 11 сельсоветов
8. Урус-Мартановский — с. Урус-Мартан — 24 сельсовета
9. Шалинский — с. Шали — 12 сельсоветов
10. Шатоевский — пос. Шатой — 26 сельсоветов

30 апреля 1930 года Галанчожский округ был восстановлен.
30 сентября 1931 года все 11 округов Чеченской АО были преобразованы в районы.
В 1932 году был образован Шаро-Чеберлоевский район (с. Дай).
По состоянию на 1932 год в состав области входили 1 город — Грозный — и 12 районов:
1. Веденский — с. Ведено
2. Галанчожский — с. Галанчож
3. Гудермесский — с. Гудермес
4. Итум-Калинский — с. Итум-Кали
5. Надтеречный — с. Нижний Наур
6. Ножай-Юртовский — с. Ножай-Юрт
7. Петропавловский — с. Петропавловское
8. Сунженский — ст-ца Слепцовская
9. Урус-Мартановский — с. Урус-Мартан
10. Шалинский — с. Шали
11. Шаро-Чеберлоевский — с. Дай
12. Шатоевский — пос. Шатой

## Органы власти

### Ответственные секретари обкома РКП(б)/ВКП(б)
- 5.01.1923 — 10.03.1923 — Назаревич[17], врио отв. секретаря[18]
- 10.03.1923 — декабрь 1923 — Н. С. Азнарашвили[18][19][20]
- Декабрь 1923 — не позднее сентября 1925 — М. А. Энеев[19]
- Январь 1926 — август 1927 — Е. А. Эшба[19]
- Август 1927—1929 — Г. О. Булат[19]
- 1929—1930 — С. А. Хасман[21][19]
- 1930—1932 — Г. М. Кариб (Товмасьян)[22]
- 1932—1932 — М. Х. Омаров[19]
- 1932—29.11.1933 — Г. К. Махарадзе[19]